# Шелеєво-Перше
Шелеєво-Перше (пол. Szelejewo Pierwsze) — село в Польщі, у гміні П'яскі Гостинського повіту Великопольського воєводства.
Населення — 497 осіб (2011).
У 1975-1998 роках село належало до Лешненського воєводства.

## Демографія
Демографічна структура станом на 31 березня 2011 року:
|          | Загалом | Допрацездатний вік | Працездатний вік | Постпрацездатний вік |
| -------- | ------- | ------------------ | ---------------- | -------------------- |
| Чоловіки | 236     | 55                 | 161              | 20                   |
| Жінки    | 261     | 62                 | 143              | 56                   |
| Разом    | 497     | 117                | 304              | 76                   |